# 毛毯

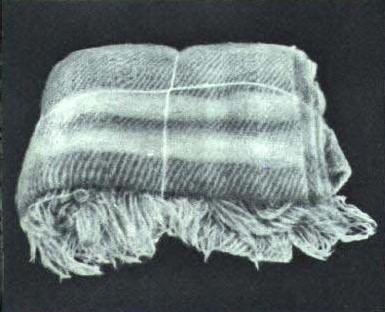
八路军毛织厂生产的第一个毛毯

毛毯是一种常用的床上用品，具有保暖功能，与被子相比较薄。其原料多采用动物纤维（如羊毛、马海毛、安哥拉兔毛、其他兔毛、羊绒、驼绒、牦牛绒）或腈纶、粘胶纤维等化学纤维，也有的为动物纤维与化纤混纺制成的。

## 毛毯分类
- 针织毛毯
- 真丝毯
- 羊毛毯棉毯
- 空调毯
- 拉舍尔毯
- 羊剪绒毯
- 竹纤维毯